# Скьявони, Умберто
Умберто Луис Артуро Сакьявони (исп. Humberto Luis Arturo Schiavoni; род. 10 июля 1958, Посадас) — аргентинский политический и государственный деятель, глава Кабинета министров (2001), сенатор (2017—2023).

## Биография
Родился 10 июля 1958 года в Посадасе, провинция Мисьонес, Аргентина. Изучал право на юридическом факультете Университета Буэнос-Айреса.
После окончания обучения Скьявони вернулся в Мисьонес, а затем присоединился к политической организации «Движение за интеграцию и развитие». В 1987 году Хулио Сезар Умад был избран губернатором провинции, а Скьявони был назначен заместителем министра экономики. На выборах 1991 и 1995 годов партии вновь удаётся одержать победу на губернаторских выборах, что помогло Скьявони стать министром экономики и общественных работ в региональном правительстве. Позднее он стал министром-координатором в кабинете нового губернатора Карлоса Ровиры.
21 декабря 2001 года, после отставки президента Фернандо де ла Руа, Скьявони был назначен Рамоном Пуэртой главой кабинета министров на следующие два дня.
В 2012 году Скьявони был избран президентом Национального совета партии Республиканское предложение, после чего президент Маурисио Макри поручил ему организовать партийную деятельность по всей стране до 2020 года.
В декабре 2017 году Скьявони был избран сенатором от провинции Мисьонес, сохраняя свой пост на протяжении шести лет.